# Окружний суд Східного округу Нью-Йорка

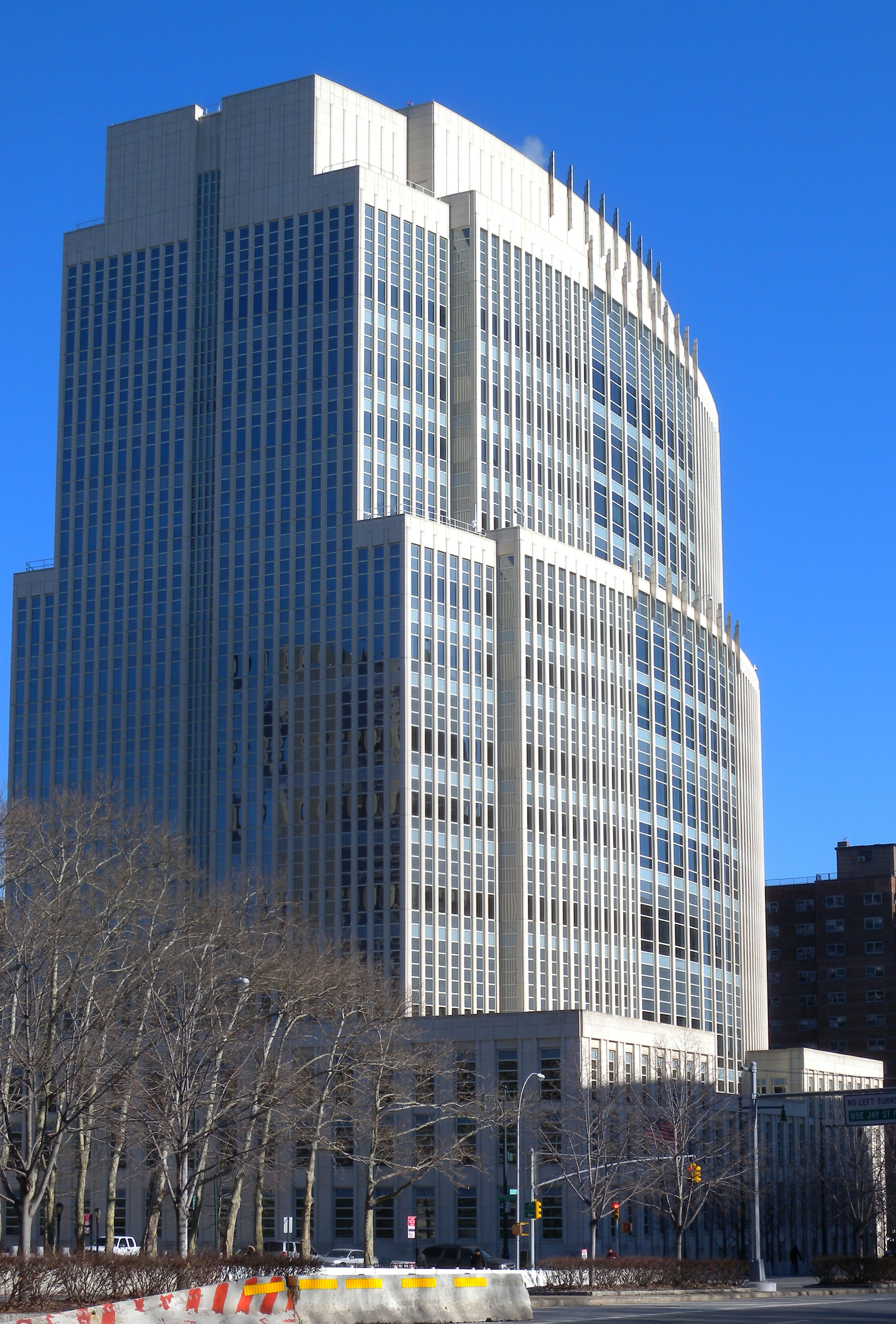
Федеральний судовий будинок імені Рузвельта.
Бруклін, Нью-Йорк, США.

Окружний суд Сполучених Штатів для Східного округу Нью-Йорка (англ. United States District Court for the Eastern District of New York, у цитуваннях справ код E.D.N.Y.) — федеральний окружний суд для Східного округу штату Нью-Йорк, США, відноситься до Апеляційного суду другого округу США. Суд утворений 25 лютого 1865. До складу суду входить 15 діючих уповноважених суддів також продовжують виконувати судочинство 11 сеньйор-суддів. Голова суду — Марго Кітсі Броуді.
Всі апеляції щодо рішень даного суду подаються до Апеляційного суду другого округу США, проте згідно із Законом Такера від 1887 року апеляції щодо патентних позовів та щодо позовів проти федерального уряду надходять до Апеляційного суду США федерального округу.
З 2021 року федеральним окружним прокурором для Східного округу є Бреон Стейсі Піс.
Суд розташований у двох будівлях в окрузі Бруклін, що є частиною міста Нью-Йорк та в окрузі Саффолк в містечку Сентрал Айсліп.

## Юрисдикція

Північний

Юрисдикція суду розповсюджується на п'ять округів штату Нью-Йорк: Кінґс (Бруклін), Квінз, Річмонд (Стетен-Айленд), Нассау та Саффолк. Територія цих округів повністю розташована на островах. Чотири округи — на острові Лонг-Айленд і п'ятий округ Річмонд — на острові Стетен-Айленд.
До даного суду відноситься три з п'яти районів міста Нью-Йорк: Бруклін, Квінз та Стетен-Айленд. Населення, що проживає у Східному судовому окрузі становить станом на 2010 рік понад вісім мільйонів осіб.

## Судді
Судді окружних суддів призначаються Президентом США за згодою Сенату США. Нині до складу суду входить 15 уповноважених суддів, проте дві посади станом на листопад 2011 року залишаються вакантними.  
Також до даного суду відносяться одинадцять суддів у статусі сеньйор-судді, колишні уповноваженні судді зі значним досвідом на посаді, які через похилий вік не працюють повний день. Сенйор-судді продовжують розглядати справи, проте працюють не повний робочий день. Сеньйор-суддя Джек Б. Вейнштейн попри свій вік — 103 роки, продовжує працювати повний день.
| Рік:              | 1865 | 1910 | 1922 | 1929 | 1935 | 1961 | 1970 | 1978 | 1984 | 1990 |
| Кількість суддів: | 1    | 2    | 3    | 5    | 6    | 8    | 9    | 10   | 12   | 15   |

| Ім'я судді                                                                                               | Оригінал імені             | Народився (вік)         | Призна- чено | Президент, який призначив | Президент, який призначив |
| --- | -------------------------- | ----------------------- | ------------ | ------------------------- | ------------------------- |
| Керол Біґлі Еймон                                                                                        | Carol Bagley Amon          | 1946 (79 років)         | 1990         |                           | Дж. Буш (ст.)             |
| Джоана Сейберт                                                                                           | Joanna Seybert             | 1946 (79 років)         | 1993         |                           | Б. Клінтон                |
| Джон Ґліісон                                                                                             | John Gleeson               | 1953 (72 роки)          | 1994         |                           | Б. Клінтон                |
| Ніколас Ґарауфіз                                                                                         | Nicholas Garaufis          | 1948 (77 років)         | 2000         |                           | Б. Клінтон                |
| Сандра Дж. Фьоуерстейн                                                                                   | Sandra J. Feuerstein       | 1946 (79 років)         | 2003         |                           | Дж. Буш (мол.)            |
| Дора Ірізейррі                                                                                           | Dora Irizarry              | 1955 (70 років)         | 2004         |                           | Дж. Буш (мол.)            |
| Сандра Л. Тоунес                                                                                         | Sandra L. Townes           | 1944 (81 рік)           | 2004         |                           | Дж. Буш (мол.)            |
| Джозеф Франк Бйанко                                                                                      | Joseph Frank Bianco        | 1966 (59 років)         | 2006         |                           | Дж. Буш (мол.)            |
| Ерік Ніколас Вітальяно                                                                                   | Eric Nicholas Vitaliano    | 1948 (77 років)         | 2006         |                           | Дж. Буш (мол.)            |
| Брайан Марк Коґен                                                                                        | Brian Mark Cogan           | 1954 (71 рік)           | 2006         |                           | Дж. Буш (мол.)            |
| Рослінн Реніі Маускопф                                                                                   | Roslynn Renee Mauskopf     | 1957 (68 років)         | 2007         |                           | Дж. Буш (мол.)            |
| Кійо А. Матсумото                                                                                        | Kiyo A. Matsumoto          | 1955 (70 років)         | 2008         |                           | Дж. Буш (мол.)            |
| Вільям Френсіз Кантц                                                                                     | William Francis Kuntz II   | 1950 (75 років)         | 2008         |                           | Б. Обама                  |
| \| Примітки: Три посади наразі є вакантними. \| Республіканська партія США \| Демократична партія США \| |                            |                         |              |                           |                           |
| Примітки: Три посади наразі є вакантними.                                                                | Республіканська партія США | Демократична партія США |              |                           |                           |

## Цікавинки

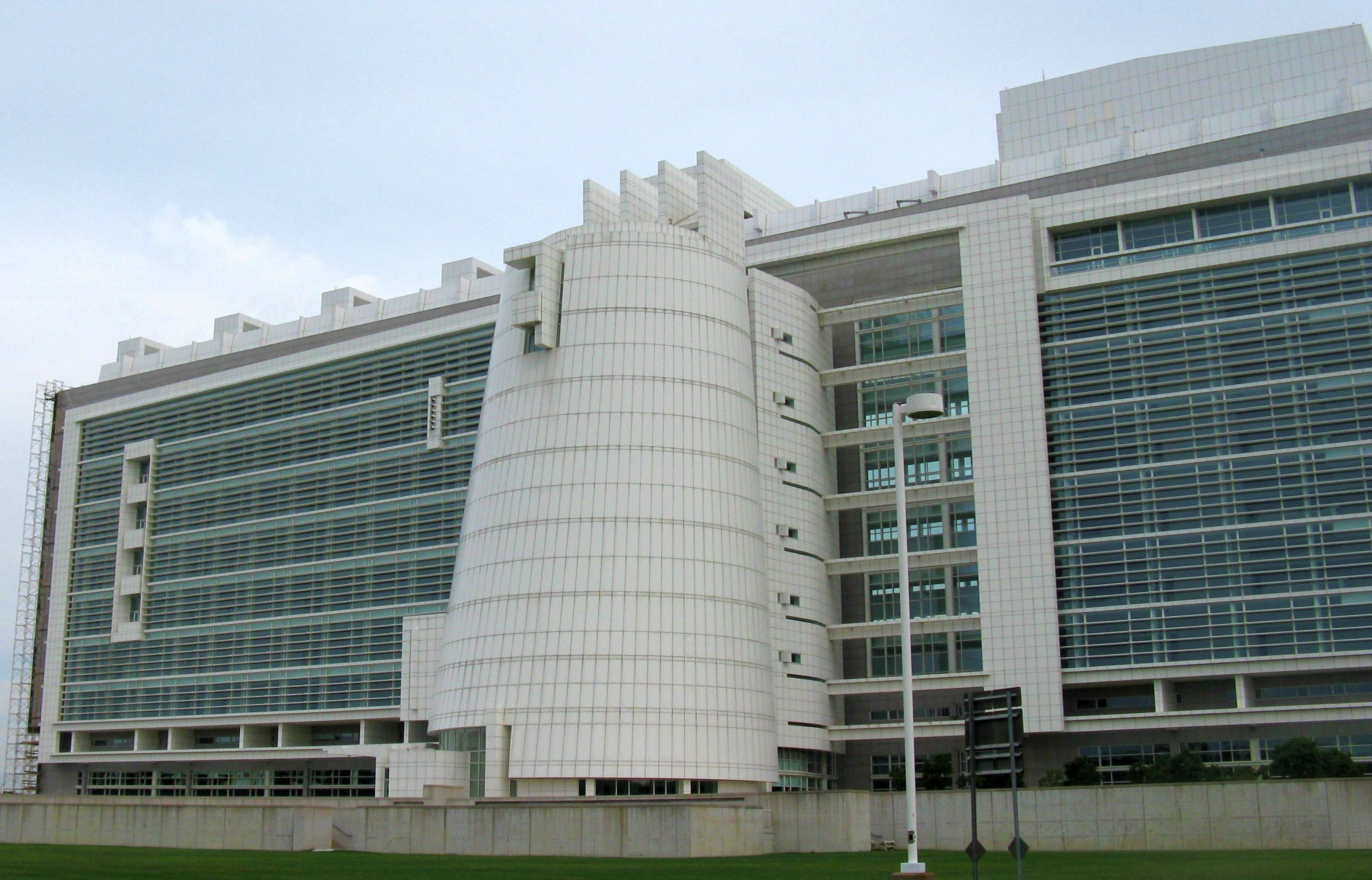
Будинок суду ім. Д'Амато.
Сентрал Айсліп, Саффолк, Нью-Йорк, США.

Одна з будівель суду — Судова будівля ім. Альфонса М. Д'Амато, що названа на честь колишнього сенатора США, потрапила у перелік найпопулярніших об'єктів американської архітектури. За опитуваннями проведеними Американським інститутом архітектури будівля суду у модерному стилі, що зведена в містечку Сентрал Айсліп за проектом відомого архітектора Річарда Меєра посіла 97 місце з-поміж найпопулярніших будівель США.